# Карл III фон Глайхен-Бланкенхайн
Карл III (II) фон Глайхен-Бланкенхайн (на немски: Karl III (II) von Gleichen-Blankenhain; * 1517; † 25 декември 1599) е граф на Глайхен-Кранихфелд-Бланкенхайн в Тюрингия.
Той е син на граф Лудвиг II фон Глайхен-Бланкенхайн († 1522) и съпругата му Магдалена Ройс фон Плауен († 1521), дъщеря на фогт Хайнрих IX Ройс фон Плауен († 1526/1539) и Катарина фон Глайхен († сл. 1509). Брат е на Кристоф († 1515), Волфганг Зигмунд († 1554) и Лудвиг III († 1586).
Карл наследява Ремда. Той подписва „Формулата на съгласието“ от 1577 и „Книгата на съгласието“ от 1580 г. Карл умира на 25 декември 1599 г. и е погребан в Ремда.

## Фамилия
Карл III фон Глайхен-Кранихфелд-Бланкенхайн се жени на 12 февруари 1548 г. за графиня Валпургис фон Хенеберг-Шлойзинген (* 31 октомври 1516; † 16 април 1570 в Кранихфелд), вдовица на граф Волфганг фон Хоенлое-Вайкерсхайм-Шилингсфюрст († 1545), дъщеря на граф Вилхелм IV (VI) фон Хенеберг-Шлойзинген (1478 – 1559) и маркграфиня Анастасия фон Бранденбург (1478 – 1557). Те имат децата:
- Катарина (* 21 декември 1548; † 9 февруари 1601), омъжена на 30 януари 1570 г. в Кранихфелд за граф Йохан Албрехт VI фон Мансфелд-Арнщайн (* 5 февруари 1522; † 8 юли 1586), вдовец на Магдалена фон Шварцбург-Бланкенбург († 1565), син на Ернст II фон Мансфелд-Фордерорт († 1531) и Доротея фон Золм-Лих († 1578)
- Волрад/Фолрад фон Глайхен-Бланкенхайн-Кранихфелд (* 1556; † 1627), женен на 27 ноември 1585 г. (развод 1596) за Доротея фон Ханау-Мюнценберг (* 1556; † 5 септември 1638), вдовица на Антон фон Ортенбург (* 5 септември 1550; † 23 май 1573), дъщеря на граф Филип III фон Ханау-Мюнценберг († 1561) и принцеса Хелена фон Пфалц-Зимерн († 1579)
- Магдалена († 3 ноември 1599), омъжена на 6 октомври 1579 в Шлойзинген за Вилхелм фон Хайдек (* 26 февруари 1544; † 21 ноември 1588), вдовец на фрайин Магдалена фон Болвайлер († 1575), син на Ханс V фон Хайдек (1500 – 1554) и Елизабет фон Раполтщайн (1523 – сл. 1563), дъщеря на Улрих фон Раполтщайн († 1531)
- Анастасия

Той се жени втори път 1571 г. или на 6 януари 1572 г. в Кранихфелд за Фелицитас фон Хоенлое-Валденбург (* 1538; † 1 март 1601, Вайкерсхайм), дъщеря на Георг I фон Хоенлое-Валденбург (1488 – 1551) и Хелена фон Валдбург-Волфег-Зайл (1514 – 1567). Бракът е бездетен.